# Narcissus christianssenii
Narcissus christianssenii är en amaryllisväxtart som beskrevs av Abílio Fernandes. Narcissus christianssenii ingår i släktet narcisser, och familjen amaryllisväxter.
Artens utbredningsområde är Portugal. Inga underarter finns listade i Catalogue of Life.